# Tomoxia bucephala
Tomoxia bucephala é uma espécie de insetos coleópteros polífagos pertencente à família Mordellidae.
A autoridade científica da espécie é Costa, tendo sido descrita no ano de 1854.
Trata-se de uma espécie presente no território português.